# ريغي ريتر
ريغي ريتر (بالإنجليزية: Reggie Ritter)‏ هو لاعب كرة قاعدة أمريكي، ولد في 23 يناير 1960 في مالفيرن في الولايات المتحدة.

## وصلات خارجية
- ريغي ريتر على موقعبيزبول رفرنس.كوم (الدوري الرئيسي) (الإنجليزية)
- ريغي ريتر على موقعبيزبول رفرنس.كوم (الدوري الثانوي) (الإنجليزية)